# Maser (astronomie)
Een astrofysische maser is een bron van gestimuleerde emissie van een bepaalde spectraallijn in het microgolfbereik van het elektromagnetisch spectrum. Maseremissie wordt gevonden in moleculaire wolken, kometen, planetaire atmosferen, steratmosferen, sterrenstelsels of in andere gebieden in de interstellaire ruimte.

## Ontdekking

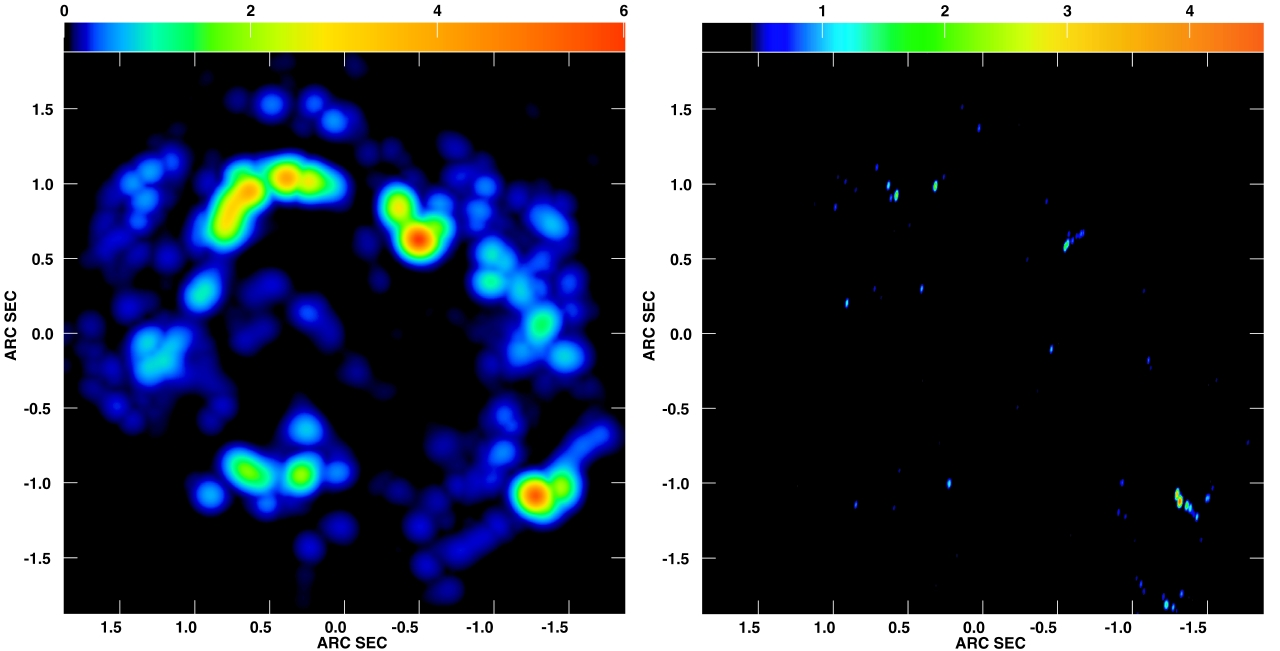
De verdeling van de OH-maseremissie in een schil rond de hyperreus IRC+10420

Na de ontdekking in 1963 van OH in het interstellair medium bij een golflengte van 18 cm vond men dat de relatieve intensiteit van de vier spectraallijnen van OH (bij 1612, 1665, 1667, en 1720 MHz) sterk verschilde van de verwachte waarden. Korte tijd kende men deze lijnen toe aan een onbekend element genaamd mysterium. Na meer metingen van onder meer de polarisatie van de lijnen herkende men dat de waargenomen intensiteiten veroorzaakt moesten worden door anomale excitatie van de energieniveaus van OH. In alle gevallen vertoonden deze bronnen een combinatie van kleine lijnbreedtes en zeer hoge effectieve temperaturen, wat alleen verklaard kon worden door een mechanisme waarbij microgolfstraling versterkt werd. Naar analogie van laboratoriummasers werden ook deze bronnen masers genoemd. Deze masers werden gevonden in de buurt van jonge H-II-gebieden en andere bronnen met stervorming.
In 1968 werden OH-masers ook gevonden rond rode reuzensterren. Een bepaalde groep van deze sterren (die wegens een dichte stofschil optisch niet zichtbaar zijn) werd later OH/IR-sterren genoemd. Later werd ook maseremissie gevonden in water (H2O) in 1969, methanol (CH3OH) in 1970, en siliciummonoxide (SiO) in 1974.
In 1973 werden masers ontdekt in andere sterrenstelsels en in het zonnestelsel in de coma van kometen.

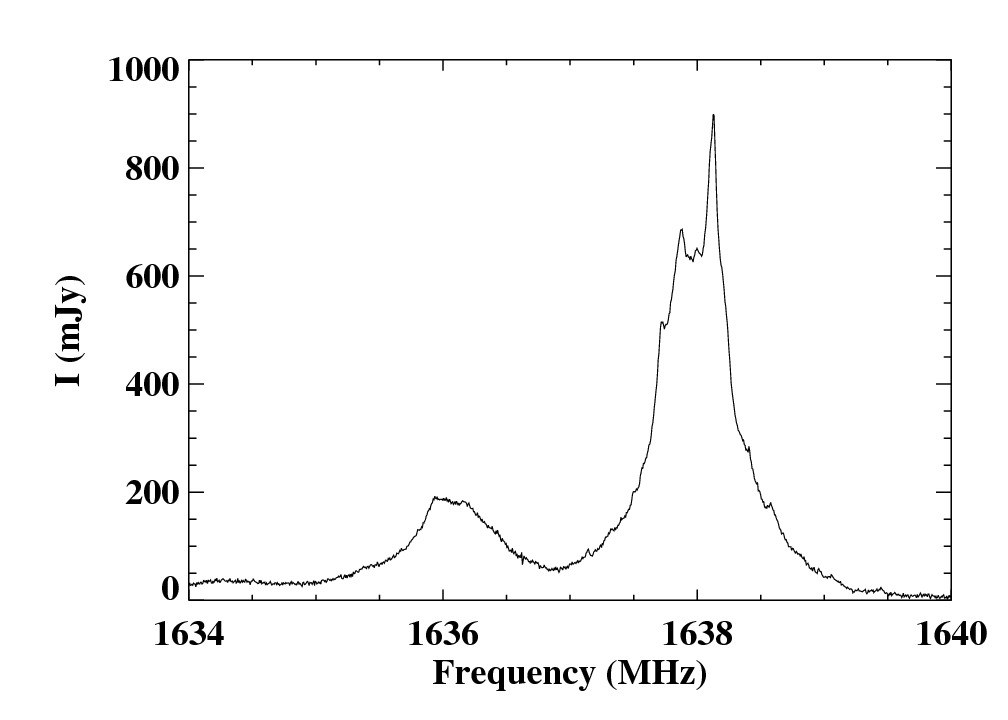
Spectrum van de roodverschoven OH megamaser bij 1665 en 1667 MHz in het infraroodstelsel Arp 220

In 1982 ontdekte men in een sterrenstelsel OH-maseremissie met een lichtkracht die een miljoen maal groter was dan die in daarvoor waargenomen bronnen. Dit wordt nu een megamaser genoemd.

### Detectie
Omdat infraroodstraling bij de meeste masers verantwoordelijk is voor de niet-thermische energieverdeling over de maserniveaus, worden masers vaak gevonden bij waarnemingen van sterke infraroodbronnen, zoals stervormingsgebieden, OH/IR-sterren en infraroodstelsels.

### Bekende masers
In 2011 was het van de volgende chemische verbindingen bekend dat ze maseremissie kunnen vertonen in astronomische objecten: hydroxide (OH), methylidyne (CH), formaldehyde (H2CO), water (H2O), ammoniak (NH3, 15NH3), methanol (CH3OH), carbodi-imide (HNCNH), siliciummonosulfide (SiS), cyanoacetyleen (C3HN), siliciummonoxide (SiO, 29SiO, 30SiO), waterstofcyanide (HCN, H13CN), waterstof (H) (in MWC 349)

## Achtergrond

### Discrete overgangsenergie
Net zoals een laser is de emissie van een maser gestimuleerde emissie en monochroom en komt de frequentie overeen met het verschil in energie tussen de twee kwantummechanische energieniveaus van het molecuul (of atoom) dat in de omgeving waarin het zich bevindt is gepompt naar een niet-thermische energieverdeling. In natuurlijk voorkomende masers ontbreekt de resonante trilholte die gebruikt wordt voor aardse laboratoriummasers. Daardoor is de emissie van een astrofysische maser afkomstig van een enkele doorgang van de straling door het medium dat de versterking veroorzaakt en ontbreekt de coherentie van een laboratoriummaser.

### Astrofysische parameters
Alleen de aanwezigheid van een gepompte omkering van de populatie van de energieniveaus is niet voldoende voor de aanwezigheid van een maser. Er moet ook een coherentie in snelheid zijn langs de gezichtslijn, zodat verschuivingen van de emissielijn door het dopplereffect niet voorkomt dat de geïnverteerde toestanden in verschillende delen van het medium ontkoppeld raken. Terwijl polarisatie in laboratoriumlasers en -masers tot stand gebracht kan worden door de gewenste mode selectief te laten oscilleren, kan polarisatie in natuurlijke masers alleen ontstaan in de aanwezigheid van een pomp die polarisatieafhankelijk is of door de aanwezigheid van een magnetisch veld in het versterkende medium.
Het belang van de studie van masers is dat deze belangrijke informatie geven over de fysische parameters in de ruimte, zoals temperatuur, dichtheid, magnetisch veld en snelheid in interessante gebieden, waaronder die van stervorming, de eindstadia in de evolutie van sterren en in de kernen van sterrenstelsels waarin zich superzware zwarte gaten bevinden. Deze fysische parameters moeten nauwkeuriger bepaald worden, zodat theoretische modellen verbeterd kunnen worden.

## Eigenschappen van maserstraling
De versterking of gain van straling in een maserwolk is exponentieel. Dit heeft gevolgen voor de geproduceerde straling:

### Beaming
Kleine verschillen in lengte van het pad door een onregelmatig gevormde maserwolk worden enorm vervormd door een exponentiële versterking. Die delen van de wolk met een beetje grotere weglengte zullen veel helderder verschijnen en daarom lijken maserbronnen meestal veel kleiner dan de wolken waarin ze zich bevinden. De meeste straling verschijnt langs de gezichtslijn met de grootste weglengte in een "bundel", wat beaming genoemd wordt.

### Snelle variatie
Omdat de versterking van een maser exponentieel afhangt van de inversie van de bevolking van de niveaus en de weglengte waarover de snelheid coherent is, zal elke variatie daarin resulteren in een exponentiële verandering van de sterkte van de maser.

### Lijnversmalling
De exponentiële gain versterkt ook het midden van de emissielijn (die normaal bijvoorbeeld gaussisch of lorentzvormig is). meer dan de vleugels van de lijn. Dit resulteert in een vorm die veel hoger is maar niet veel breder en daarom lijkt de lijn smaller dan de niet-versterkte lijn.

### Verzadiging
De exponentiële groei van de stralingsintensiteit in een maserwolk gaat door zolang het pompprocess de populatieinversie kan onderhouden tegen de toenemende verliezen door gestimuleerde emissie. Als dit het geval is wordt de maser onverzadigd genoemd. Wanneer de populatieinversie niet meer kan worden onderhouden wordt de maser verzadigd. In een verzadigde maser hangt de versterking van straling lineair af van de populatieinversie en de weglengte. Verzadiging in een overgang van een maser kan de inversie in andere overgangen in dezelfde maser beïnvloeden, een effect dat competitieve versterking genoemd wordt.

### Grote helderheid
De helderheidstemperatuur (brightness temperature) van een maser is de temperatuur die een zwarte straler zou hebben als die dezelfde helderheid zou hebben op de golflengte van de maser. Bijvoorbeeld, als een object een temperatuur zou hebben van ongeveer 109 kelvin zou het evenveel straling produceren als de 1665-MHz straling van een sterke interstellaire OH-maser. Bij een temperatuur van 109 K zou het OH=molecuul natuurlijk dissocieren (kT is groter dan de bindingsenergie), dus de helderheidstemperatuur is geen maat van de werkelijke temperatuur van het masergas, maar is wel nuttig om de maseremissie te beschrijven. Sommige masers bereiken een effectieve temperatuur van 1012 K of zelfs 1014 K.

### Polarisatie
Een belangrijk aspect van de studie van masers is de polarisatie van de emissie. Astrofysische masers hebben vaak een hoge polarisatiegraad en zijn soms 100% (bij sommige OH-masers) circulair gepolariseerd en in mindere mate lineair gepolariseerd. Deze polarisatie wordt veroorzaakt door een combinatie van het zeemaneffect, magnetische beaming van de maserstraling en een anisotroop pompmechanisme dat bepaalde overgangen van magnetische toestanden bevoordeelt.
Veel van de eigenschappen van megamasers zijn verschillend van die van gewone masers.

## Maserbronnen

### Kometen
Kometen zijn kleine objecten (5–15 km diameter) samengesteld uit bevroren vluchtige moleculen (volatiles; H2O, CO2, NH3, CH4) die zich bevinden in een korst van silicaten. Ze bewegen in een excentrische baan rond de zon en als ze de zon naderen verdampen de moleculen en vormen een halo (coma) en later een staart. Ultraviolet zonlicht kan een deel van de H2O afbreken en OH-moleculen vormen die maserstraling kunnen uitzenden.

### Steratmosferen

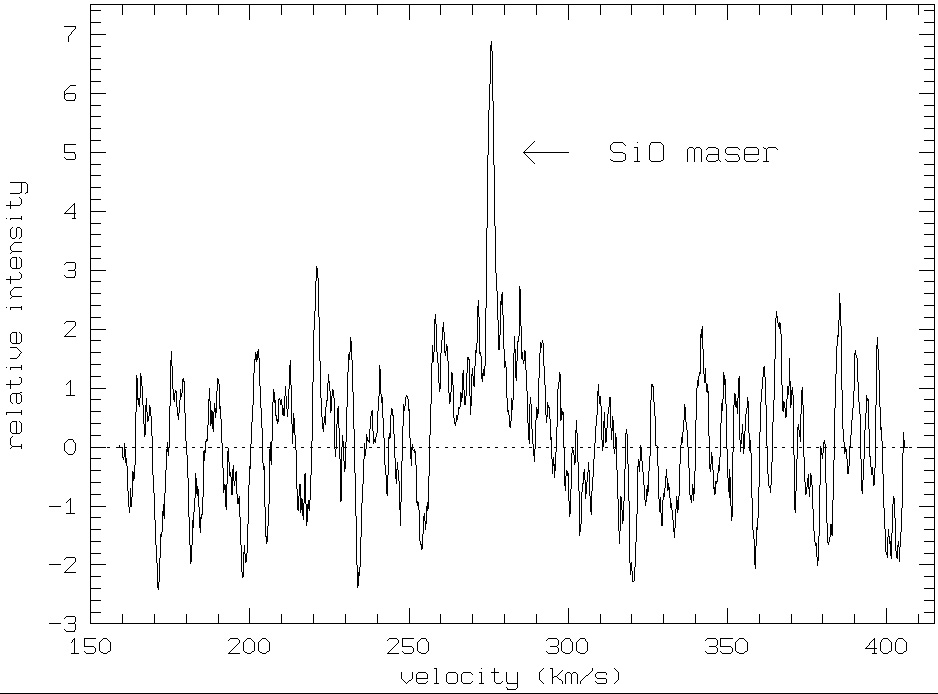
Spectrum van een SiO-maser in de Mira-veranderlijke IRAS 04553-6825 in de Grote Magelhaense Wolk

De fysische omstandigheden in de atmosfeer rond rode reuzensterren zijn zodanig dat verschillende moleculaire masers kunnen ontstaan op verschillende afstand van de ster. Door instabiliteiten binnen de gebieden met nucleosynthese binnen de ster ondergaat de ster episoden van toegenomen energieproductie. Tijdens zo'n episode ontstaat een schokgolf die de atmosfeer naar buiten doet bewegen zodat de straal van de ster toeneemt. SiO-masers ontstaan op een afstand van 5 tot 10 AE, watermasers op een afstand van 100 tot 400 AE, en OH-masers op een afstand van 103 tot 104 AE van de ster. Pompmechanismen door straling en door botsingen als gevolg van de schokgolf zijn voorgesteld voor de SiO-masers. Deze masers verminderen op grotere afstand van de ster doordat het gasvormige SiO condenseert tot stof, waardoor de hoeveelheid beschikbare moleculen afneemt. Voor watermasers komen de binnen- en buitengrens overeen met limieten voor de dichtheid die nodig is voor het pompmechanisme. Aan de binnengrens voorkomen botsingen tussen moleculen een inversie van de populatie. Aan de buitengrens zijn dichtheid en optische diepte zo laag, dat de versterking van de maser is verminderd. Hydroxylmasers kunnen verklaard worden door een chemische pomp: op de afstand van de ster waar deze masers worden gevonden worden watermoleculen gedissocieerd door uv-straling. De OH-maserlijn bij 1612 MHz is meestal de sterkste OH-lijn bij zulke sterren en vertoont een profiel met twee pieken, veroorzaakt door de expanderende schil.

### Stervormingsgebieden
Jonge stellaire objecten en (ultra)compacte H-II-gebieden die zich bevinden in een moleculaire wolk vertonen vaak maseremissie. Verschillende pompmechanismen - door straling of botsingen van moleculen of combinaties daarvan - resulteren in maseremissie van een groot aantal overgangen van verschillende moleculen. Men heeft bijvoorbeeld OH-maseremissie waargenomen bij 1612, 1665, 1667, 1720, 4660, 4750, 4765, 6031, 6035, en 13441 MHz. Water- en methanolmasers komen ook vaak voor in deze gebieden, evenals soms ammonia- en formaldehydemasers.

### Supernovaresten
1720 MHz maseremissie van OH wordt soms gevonden bij supernovaresten die interageren met moleculaire wolken.

### Extragalactische bronnen
Terwijl sommige masers in stervormingsgebieden soms zo sterk zijn dat zij in andere sterrenstelsels gedetecteerd kunnen worden (zoals in de nabijgelegen Magelhaense Wolken), ontstaan de masers die gevonden worden in sterrenstelsels op grotere afstand van het Melkwegstelsel in een heel andere omgeving. Sommige sterrenstelsels bezitten een centraal superzwaar zwart gat dat omgeven is door een schijf van moleculair materiaal (ongeveer 0,5 pc in diameter). De excitatie van deze moleculen in dit actieve sterrenstelsel kan resulteren in megamasers van grote lichtkracht. Men heeft OH-, water- en formaldehydemasers gevonden in zulke stelsels.

## Onderzoek
Waarnemingen van masers zijn een belangrijk onderzoeksgebied in de radioastronomie, omdat zij belangrijke informatie leveren over de fysische omstandigheden in de waargenomen bronnen, die op andere wijze moeilijk bestudeerd kunnen worden en omdat de omstandigheden in deze bronnen niet nagebootst kunnen worden in aardse laboratoria.

### Variabiliteit
Veranderingen in de intensiteit van masers treden op op tijdschalen van dagen tot jaren en dit geeft informatie over de grootte van de masers en over excitatiemechanismen.

### Afstandsbepalingen
Masers in stervormingsgebieden vertonen een eigenbeweging, doordat het materiaal waarin ze zich bevinden wegstroomt van de vormende ster(ren). Ook kunnen verschillen in radiële snelheid bepaald worden voor de verschillende maserlijnen. Samen geeft dit informatie over de driedimensionale structuur van de omgeving van de maser en zijn afstand tot de zon. Dit kon ook worden gedaan voor de megamaser in NGC 4258 door de beweging van de masers in de schijf rond het zwarte gat. Masers zijn ook gebruikt om de afstand en eigenbeweging te bepalen van sterrenstelsels in de Lokale Groep, waaronder de
Driehoeknevel.
Uit VLBI-waarnemingen van masers in laat type-sterren en in stervormingsgebieden kan men hun parallax en dus hun afstand bepalen. Deze methode is veel nauwkeuriger dan andere afstandsbepalingen.